# Gustavo Tofano
Gustavo Tofano (Nápoles, Campania, 22 de diciembre de 1844 - Bolonia, Emilia Romagna, 30 de junio de 1899) fue un compositor y pianista italiano.
Discípulo de Golinelli y de Lillo, se dio a conocer rápidamente como pianista de primer orden, valiéndole brillantes triunfos su apasionada y elegante interpretación, así como su profunda comprensión de las obras de los grandes maestros. En 1872 fue nombrado maestro de piano del Liceo musical de Bolonia. También fue miembro del <Trío de Bolonia> junto a Francesco Serato y F. Sarti.
En esta ciudad estrenó la ópera Amor y suo tempo y en Nápoles el baile Alfa y Omega. También en esta última ciudad hizo ejecutar dos cantatas y, finalmente, publicó numerosas composiciones para piano y para canto y piano.